# Sclerolobium aureum
Sclerolobium aureum là một loài thực vật có hoa trong họ Đậu. Loài này được (Tul.) Baill. miêu tả khoa học đầu tiên.